# Nachal Uzrar
Nachal Uzrar (hebrejsky נחל עזרר‎) je vádí na pomezí pahorkatiny Šefela a pobřežní nížiny v Izraeli.
Začíná v nadmořské výšce přes 200 metrů západně od vesnice Bejt Nir. Směřuje pak k západu mírně zvlněnou odlesněnou krajinou, která je zemědělsky využívána. Ze severu míjí vesnici Gal On. Stáčí se k severozápadu a pak opisuje oblouk k jihozápadu. Podchází těleso dálnice číslo 6 a severovýchodně od obce Gat ústí zprava do toku Nachal Guvrin. Poblíž soutoku se nachází umělá vodní nádrž Ma'agar Gal'on.